# Kapitaal (bedrijfseconomie)
Onder kapitaal in bedrijfseconomische zin verstaat men het totaal van kapitaalgoederen in een (bedrijfs)huishouding, dat wil zeggen het totaal van goederen en rechten waarin het vermogen van het bedrijf is vastgelegd.
Boekhoudkundig wordt het kapitaal aangeduid als het totaal van de activa op de balans. Concreet bestaat het uit het totaal van de productiemiddelen in de ruimste zin des woords.
Men treft overigens ook weleens bedrijfseconomische omschrijvingen van het begrip kapitaal aan, die het begrip gelijkstellen met het vermogen.
Men kan vast en vlottend kapitaal onderscheiden:
- onder vast kapitaal verstaat men productiemiddelen, waarin het vermogen voor een langere periode dan een jaar is vastgelegd: bijvoorbeeld gebouwen en  machines. Men spreekt ook wel van duurzame activa.
- onder vlottend kapitaal verstaat men die productiemiddelen, waarin het vermogen voor een kortere periode dan een jaar is vastgelegd: voorraden (grondstoffen en / of gereed product), debiteuren, liquide middelen et cetera. Deze noemt men ook wel vlottende activa.

Overigens zal een deel van het vlottend kapitaal wel permanent in het bedrijf aanwezig zijn, men spreekt bijvoorbeeld van de zogenaamde "debiteurenkern". Dit deel van de debiteuren wordt dan wel tot de vaste activa gerekend.